# قورباغه‌های انگشت‌دراز
قورباغه‌های انگشت‌دراز (نام علمی: Cardioglossa) نام یک سرده از تیره قورباغه‌های جیرجیری است.